# Kézilabda a 2017. évi nyári európai ifjúsági olimpiai fesztiválon
A 2017. évi nyári európai ifjúsági olimpiai fesztivál kézilabda-mérkőzéseit Győrben, július 24. és 29. között bonyolították le. A férfi mérkőzésekre az Audi Arénában, a női összecsapásokra pedig a Magvassy Mihály Sportcsarnokban került sor.

## Eseménynaptár
| 1–3 | A csoportkör fordulói | Ed. | Elődöntők (1.-4. és 5.-8. helyezettek) | H | Helyosztók |

| Július      | 24 | 25 | 26 | 27 | 28  | 29 |
| ----------- | -- | -- | -- | -- | --- | -- |
| Férfi torna | 1. | 2. | 3. |    | Ed. | H  |
| Női torna   | 1. | 2. | 3. |    | Ed. | H  |

## Összesített éremtáblázat
| A 2017. évi nyári európai ifjúsági olimpiai fesztivál összesített éremtáblázata kézilabdában | A 2017. évi nyári európai ifjúsági olimpiai fesztivál összesített éremtáblázata kézilabdában | A 2017. évi nyári európai ifjúsági olimpiai fesztivál összesített éremtáblázata kézilabdában | A 2017. évi nyári európai ifjúsági olimpiai fesztivál összesített éremtáblázata kézilabdában | A 2017. évi nyári európai ifjúsági olimpiai fesztivál összesített éremtáblázata kézilabdában | Olimpia  |
| -------------------------------------------------------------------------------------------- | -------------------------------------------------------------------------------------------- | -------------------------------------------------------------------------------------------- | -------------------------------------------------------------------------------------------- | -------------------------------------------------------------------------------------------- | -------- |
|                                                                                              | Ország                                                                                       | Arany                                                                                        | Ezüst                                                                                        | Bronz                                                                                        | Összesen |
| 1.                                                                                           | Magyarország                                                                                 | 1                                                                                            | 0                                                                                            | 0                                                                                            | 1        |
|                                                                                              | Németország                                                                                  | 1                                                                                            | 0                                                                                            | 0                                                                                            | 1        |
| 3.                                                                                           | Románia                                                                                      | 0                                                                                            | 1                                                                                            | 0                                                                                            | 1        |
|                                                                                              | Szlovénia                                                                                    | 0                                                                                            | 1                                                                                            | 0                                                                                            | 1        |
| 5.                                                                                           | Dánia                                                                                        | 0                                                                                            | 0                                                                                            | 1                                                                                            | 1        |
|                                                                                              | Horvátország                                                                                 | 0                                                                                            | 0                                                                                            | 1                                                                                            | 1        |
|                                                                                              |                                                                                              |                                                                                              |                                                                                              |                                                                                              |          |
| Összesen                                                                                     | Összesen                                                                                     | 2                                                                                            | 2                                                                                            | 2                                                                                            | 6        |

## Érmesek

### Férfi torna
| A 2017. évi nyári európai ifjúsági olimpiai fesztivál érmesei férfi kézilabdában | A 2017. évi nyári európai ifjúsági olimpiai fesztivál érmesei férfi kézilabdában | A 2017. évi nyári európai ifjúsági olimpiai fesztivál érmesei férfi kézilabdában | A 2017. évi nyári európai ifjúsági olimpiai fesztivál érmesei férfi kézilabdában |
| -------------------------------------------------------------------------------- | -------------------------------------------------------------------------------- | -------------------------------------------------------------------------------- | -------------------------------------------------------------------------------- |
| Arany                                                                            | Ezüst                                                                            | Bronz                                                                            |                                                                                  |
| Németország                                                                      | Szlovénia                                                                        | Horvátország                                                                     |                                                                                  |

### Női torna
| A 2017. évi nyári európai ifjúsági olimpiai fesztivál érmesei női kézilabdában | A 2017. évi nyári európai ifjúsági olimpiai fesztivál érmesei női kézilabdában | A 2017. évi nyári európai ifjúsági olimpiai fesztivál érmesei női kézilabdában | A 2017. évi nyári európai ifjúsági olimpiai fesztivál érmesei női kézilabdában |
| ------------------------------------------------------------------------------ | ------------------------------------------------------------------------------ | ------------------------------------------------------------------------------ | ------------------------------------------------------------------------------ |
| Arany                                                                          | Ezüst                                                                          | Bronz                                                                          |                                                                                |
| Magyarország                                                                   | Románia                                                                        | Dánia                                                                          |                                                                                |